# Viljans Öga
Viljans Öga is een studioalbum van de Zweedse muziekgroep Änglagård. Het album werd opgenomen in 2011 en 2012. Het verscheen na achttien jaar radiostilte rondom de band, ze hadden er even genoeg van. Daarna ging de band op tournee, die tot in Japan voerde. Opnamen vonden plaats in de Atlantis geluidsstudio, Studio Crazy Horse, Vintage Recording studio, Roth-Händle Studio (Olsson) en Granstigen Studio. Er waren al jaren geruchten dat Änglagård met een nieuw album zou komen, maar de uitgave werd steeds maar uitgesteld. In juni 2012 werden de geruchten bewaarheid, de muziekgroep trad op tijdens NEARfest en speelde toen drie van de vier nieuwe nummers. Het album kon vervolgens via mailorder besteld worden. De eerste oplage was al snel uitverkocht, een tweede deed op zich wachten door een fout bij de persing. Zoals gebruikelijk bij de band verscheen het album niet alleen op compact disc, maar ook op elpee.    

## Musici
- Jonas Endegård – gitaar
- Anna Holmgren – dwarsfluit, tenorsaxofoon
- Johan Brand – basgitaar, baspedalen
- Mattias Olsson – slagwerk, percussie, geluidseffecten
- Thomas Johnson – toetsinstrumenten

Met
- Tove Törnberg – cello
- Daniel Borgegård Älgå – klarinet, basklarinet, baritonsaxofoon
- Ulf Åkerstedt – tuba, bastrompet, contrabastrompet

## Muziek
| Nr. | Titel           | Duur  |
| --- | --------------- | ----- |
| 1.  | Ur virlande     | 15:44 |
| 2.  | Sorgmantel      | 12:07 |
| 3.  | Snärdrom        | 16:14 |
| 4.  | Längtans klocka | 13:18 |